# Team 10

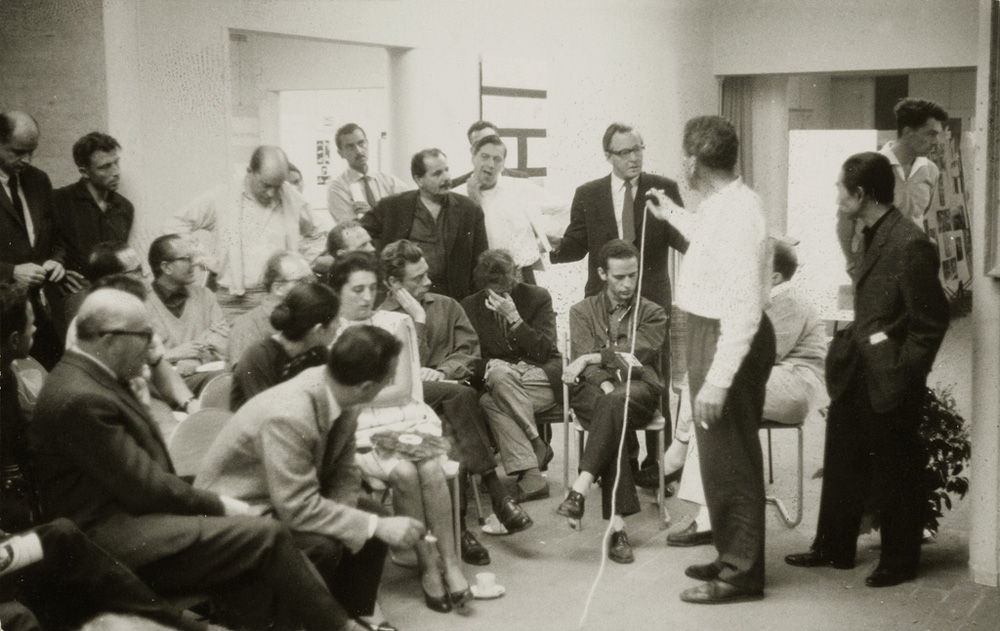
Setkání v Otterlo 1959 (také CIAM '59), pořádané Týmem 10, 43 účastníků. Místo konání: ul: Kröller-Müller Museum, které se nachází v národním parku Hoge Veluwe. Rozpuštění organizace CIAM.

Tým 10 (často také Team X nebo Team Ten) byla skupina mladých architektů, kteří se shromáždili v červnu 1953 na 9. Mezinárodním kongresu moderní architektury (CIAM) a veřejně začali kritizovat ustrnulý přístup CIAM k urbanismu.
Team X kritizoval převládající principy poválečné architektury a přístupu k městům. Jeho členové začali na kongresech CIAM prezentovat práce, které ještě více stupňovaly humanizační tendence v architektuře padesátých let. Například zde prezentovali studii představující člověka identifikující se se svým domem, ulicí, čtvrtí a městem. Upozorňovali, že město není pouze racionální řešení problémů jako výroba, obchod, hygiena, doprava – ale slouží také jako schránka emocí a nadějí svých obyvatel. Kritizovali především starší členy CIAM, kteří po válce začali ve velkém měřítku realizovat města dle zásad funkcionalistického plánování měst – ale ve výrazně okleštěné podobě.
Mezi členy patřil nizozemský architekt Ald van Eyck či Angličané Alison a Peter Smithsonovi.